# ساموئل روبن
ساموئل روبن (انگلیسی: Samuel Ruben؛ زاده ۱۴ ژوئیهٔ ۱۹۰۰ درگذشته ۱۶ ژوئیهٔ ۱۹۸۸) یک شیمی‌دان اهل ایالات متحده آمریکا بود.